# Jean Galle (sculpteur)
Pour les articles homonymes, voir Galle.
Jean Joseph Galle, né le 21 décembre 1884 à Rennes et mort le 2 décembre 1963 à Nice,, est un sculpteur français.

## Biographie
Fils et petit-fils d'horlogers-mécanicien, Jean Galle est le frère cadet du peintre Pierre Galle (1883-1960), qui deviendra directeur de l'École régionale des beaux-arts de Rennes et conservateur du musée des Beaux-Arts de Rennes.
Élève à l'école des beaux-arts de Rennes, il s'installe à Paris puis devint professeur de sculpture à  l'école régionale des beaux-arts de Nice.

## Œuvres dans les collections publiques
- Dinard : Monuments aux morts 1914-1918, statue en bronze d'un ange tenant une couronne de laurier dans chaque main posé sur colonne quadrangulaire en pierre. Commande de 1923, création 1926, inauguré en 1927[3],[4].
- Flirey : Monument aux morts des architectes Alnias et Guilgot, statues de soldats, Victoire ailée, femmes et enfants, par Galle. Ce monument a été érigé par souscription publique organisée par l'Amicale des anciens combattants des 163e et 363e RI, inauguré le 16 juillet 1933[5].
- Houilles : Monument aux morts de 1914-1918, groupe en pierre calcaire, un soldat fait ses adieux à sa femme et son enfant. Inauguré le 1er mars 1925[6].
- Iffendic : Monument aux morts de 1914-1918, statue en bronze d'un soldat[7].
- Lancieux : Monument aux morts de 1914-1918, stèle, bas-reliefs, ancre de marine, palme, croix de guerre. Statue acheté à Jules Déchin (1869-1947) : Poilu mourant (d).
- Melrand : Monument aux morts de 1914-1918, architecte René Guillaume (1885-1945). Obélisque sur socle, sculpture de Galle et poilu couché mourant de Jules Déchin. Inauguré le 3 août 1924.
- Mernel : Monuments aux morts 1914-1918, 1924, médaillon d'une tête  de profil gauche posée sur une branche de laurier sur une croix, bas-relief et obélisque, fonte de fer, bronze, granit, Architecte : René Guillaume (1885-1945)[8].
- Nice, cimetière du Château : sépulture de la famille Delfin.
- Saint-Sébastien-sur-Loire : Monument aux morts de 1914-1918. En juin 1922, le conseil municipal, sous l’égide du maire Armand Duez, décide d’ériger un monument à la gloire des Sébastiennais morts pour la France. Le maire lance un concours qui laisse la liberté aux concurrents de présenter une œuvre simple et originale en granit. Jean Galle réalise un bas-relief sur une colonne où est gravé « Honneur et Patrie », devise française sous le Premier Empire, et où figure une croix militaire. La colonne est surmontée d'une Victoire aux ailes déployées.

## Salons
- Salon des artistes français : 
  - 1924 : Groupe pour monument aux morts de Houilles, obtient une médaille ;
  - 1925 : statue en bronze pour le Monuments aux morts de Dinard.
- Salon de la Société des beaux-arts de Nice de 1926 : deux portraits.